# Hoplolatilus luteus
Hoplolatilus luteus is een straalvinnige vissensoort uit de familie van tegelvissen (Malacanthidae). De wetenschappelijke naam van de soort is voor het eerst geldig gepubliceerd in 1989 door Allen & Kuiter.